# 할리나 체르니스테판스카

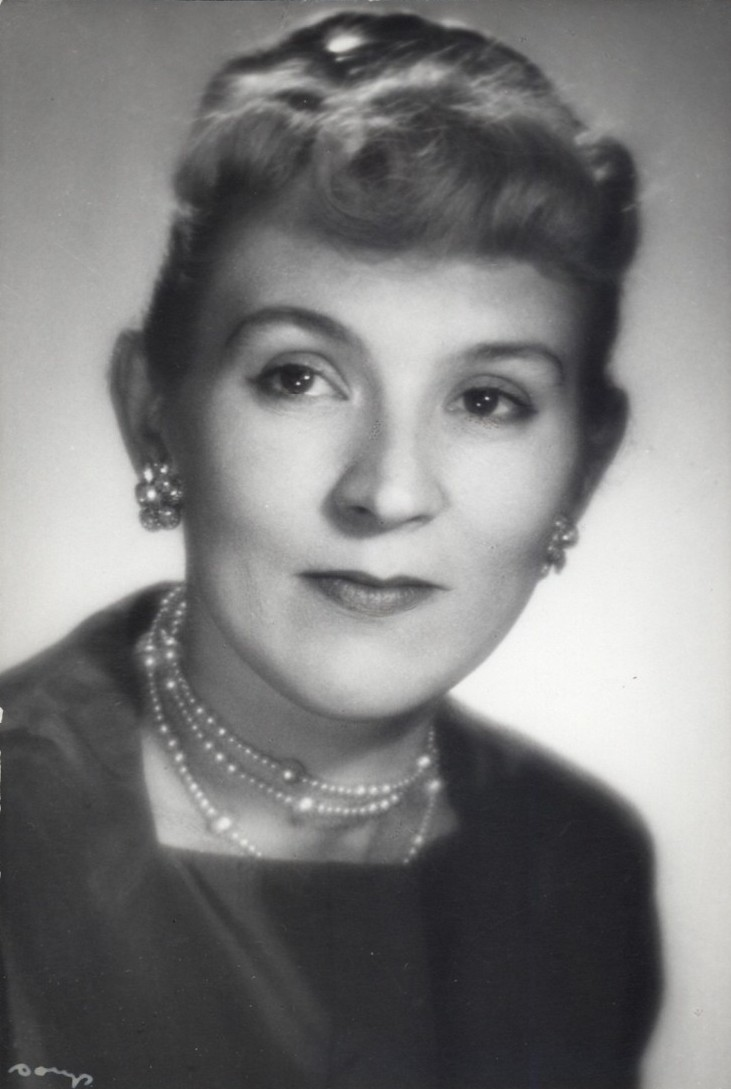
할리나 체르니스테판스카

할리나 체르니스테판스카(폴란드어: Halina Czerny-Stefańska, 1922년 12월 31일 ~ 2001년 7월 1일)는 폴란드의 피아니스트이다.
20세기의 피아니스트 중 세계에서 손꼽히는 쇼팽 연주가이다. 피아노 교칙본(敎則本)으로 유명한 카를 체르니의 후손이다. 크라쿠프에서 태어났다. 프랑스 파리로 건너가 알프레드 코르토를 사사했으며, 그 후 바르샤바 음악원으로 돌아가 유명한 교사 요제프 투르친스키에게 배웠다. 1949년 쇼팽 콩쿠르에서 벨라 다비도비치와 함께 공동 1위로 입상하였다. 그 후 여러 국가에서 연주자로 활동하고, 여러 콩쿠르에서 심사위원으로 활동했다.

## 평가
아름다운 음빛깔을 지니고, 침착하고 섬세한 연주를 하지만 가냘픈 선은 느낄 수 없다는 평을 들었다.